# Schloss Fužine
Das Schloss Fužine (slowenisch Grad Fužine, historischer deutscher Name: Schloss Kaltenbrunn) ist ein Schlosskomplex am Fluss Ljubljanica im südöstlichen Teil von Ljubljana (deutsch Laibach), der Hauptstadt Sloweniens. Das Schloss erhielt seinen slowenischen Namen von den Fužine, d. h. den Eisenhütten, die sich in seiner Nähe befanden. Dies ist auch der Name der Ortschaft Fužine (Ljubljana) am gegenüberliegenden, rechten Ufer der Ljubljanica und des neu gebauten Stadtviertels Nove Fužine am gleichen, d. h. linken Flussufer, das zum Laibacher Stadtbezirk Moste gehört.

## Geschichte
Schloss Kaltenbrunn wurde zwischen 1528 und 1557 von Mitgliedern der Familie Khisl aus Laibach erbaut. Der Bau wurde vom damaligen Bürgermeister von Laibach, Veit Khisl, begonnen und von seinem Sohn Hans (Johann Khisl von Kaltenbrunn) fertiggestellt.
Während des Zweiten Weltkriegs bewohnte die italienische Armee das Schloss und verwüstete es. Nach 1945 wurde es zu einem Mehrfamilienhaus umgebaut. 1984 wurde Anlage zum nationalen Kulturdenkmal erklärt. 1992 wurde das Schloss Sitz des Architekturmuseums der Stadt Ljubljana, das 2010 zum Nationalmuseum wurde und in Museum für Architektur und Design umbenannt wurde.

## Architektur
Der Grundriss besteht aus vier Wohntrakten um einen unregelmäßig rechteckigen Innenhof mit Brunnen. Die Gebäude sind einstöckig und an drei Seiten von Arkaden umgeben, bis auf einen Trakt ohne Unterkellerung. In den Ecken ragen rechteckige Verteidigungstürme mit einem runden Türmchen hervor. Um die Burg herum wurde ein Verteidigungsgraben ausgehoben. Heute führt eine Brücke darüber zum Eingang (früher war es eine Zugbrücke). Der Eingang wird durch ein gewölbtes Steinportal mit einer Nut für eine Zugbrücke dargestellt, darüber befindet sich ein Pfeiler mit einem freitragenden Gesims unter einer Traufe und einem Fenster. Darunter befindet sich eine Steinplatte mit einer Inschrift und drei Wappen. In der Mitte das Wappen von Hans Kisl, links und rechts die Wappen seiner beiden Ehefrauen.

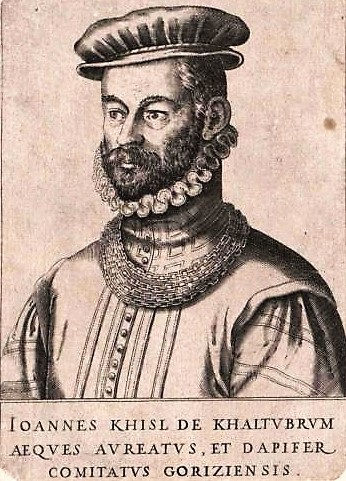
Johann Khisl von Kaltenbrunn

Architektonisch besonders interessant sind die Türme, insbesondere der südwestliche mit seinem reichen Renaissance-Maschengewölbe und der nordöstliche mit Kreuzgewölben, die auf dem Mittelpfeiler ruhen. Im Anbau von 1895 ist oben auf der Treppe eine geschmiedete Krone aus dem Burgbrunnen angebracht.
Das Schloss hat sein Aussehen im Laufe der Jahrhunderte nicht wesentlich verändert und ist weitgehend so geblieben, wie es von Valvasor 1689 dargestellt wurde.
Die Anlage wurde in den 1990er Jahren nach Plänen des Architekten Petr Gabrijelčič restauriert. Neu sind die offenen Arkaden im Boden des Nordtraktes.

## Museum für Architektur und Design
Seit 1992 ist das Schloss Standort des Architekturmuseums Ljubljana, 2010 umbenannt in Museum für Architektur und Design (Muzej za arhitekturo in oblikovanje – MAO). Das Architekturmuseum ist die zentrale slowenische Museumseinrichtung für die Bereiche Architektur, Städtebau, Industrie- und Grafikdesign sowie Fotografie. Die Sammlungen umfassen rund 150.000 verschiedene Objekte wie Pläne, Skizzen und Modelle von Gebäuden, diverse Möbel, Plakate, andere Drucksachen und Fotografien. Das Architekturmuseum hatte von 1974 bis 1992 seinen Sitz im Plečnik-Haus im Stadtbezirk Trnovo.
siehe Hauptartikel: Museum für Architektur und Design Ljubljana

## Wasserkraftwerk Fužine
Direkt neben der Südmauer des Schlosses wurde das Wasserkraftwerk Fužine im April 1897 als erstes Wechselstromkraftwerk Sloweniens in Betrieb genommen. Der Bau war der größte Eingriff in die Landschaftsarchitektur um Schloss Kaltenbrunn. Insbesondere verschwanden dadurch auch die charakteristischen Stromschnellen der Ljubljanica an dieser Stelle. 1984 wurde das Kraftwerk zum Kulturdenkmal erklärt.

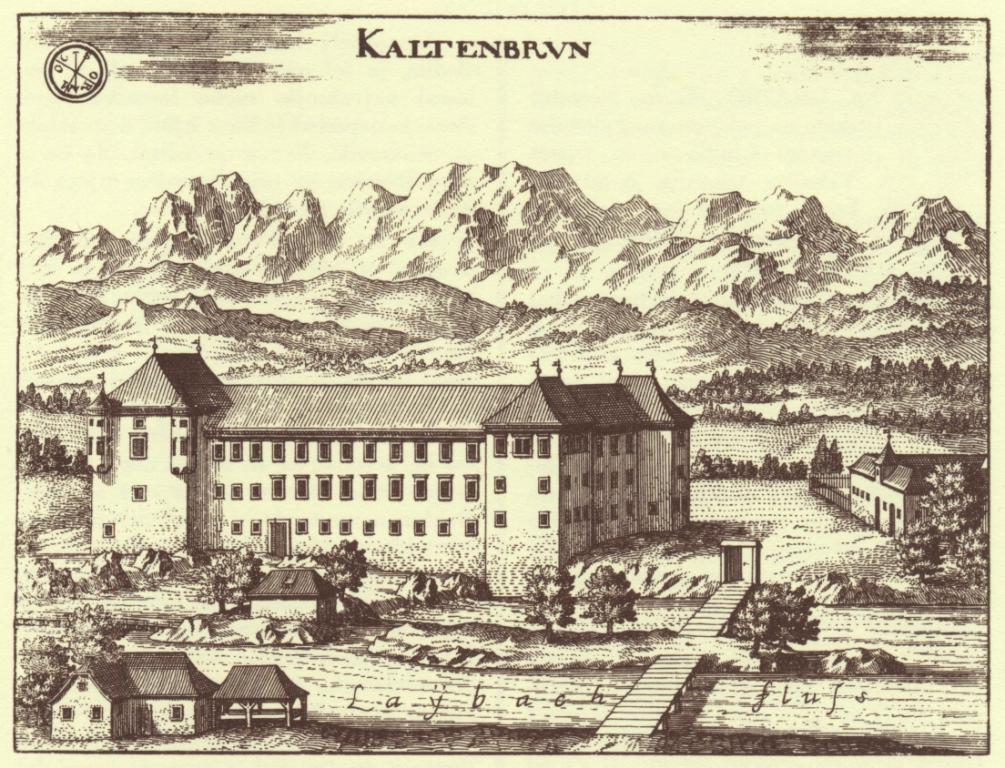
Schloss Kaltenbrunn 1689
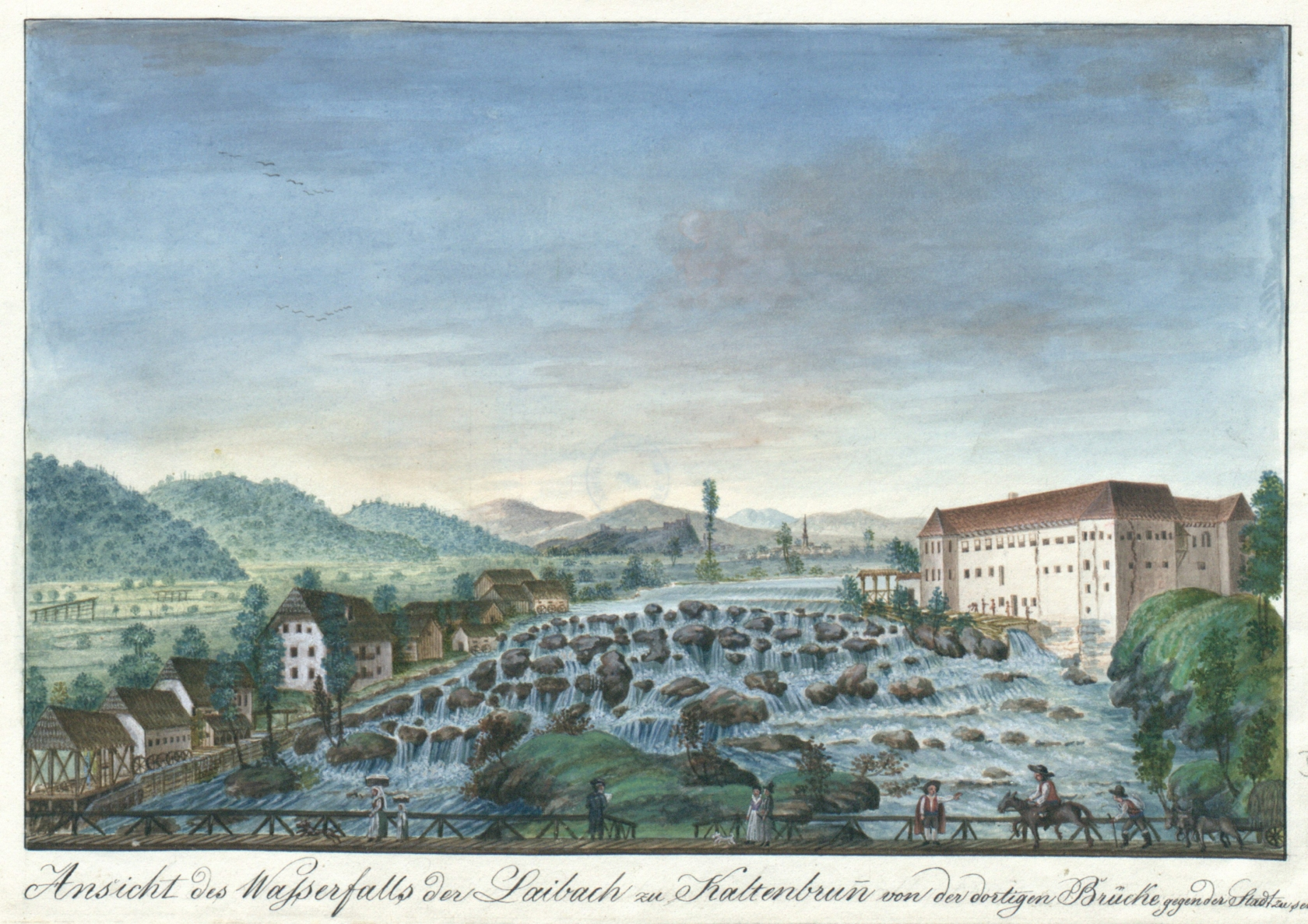
Ansicht von Schloss Kaltenbrunn um 1821 (Alois Schaffenrath)
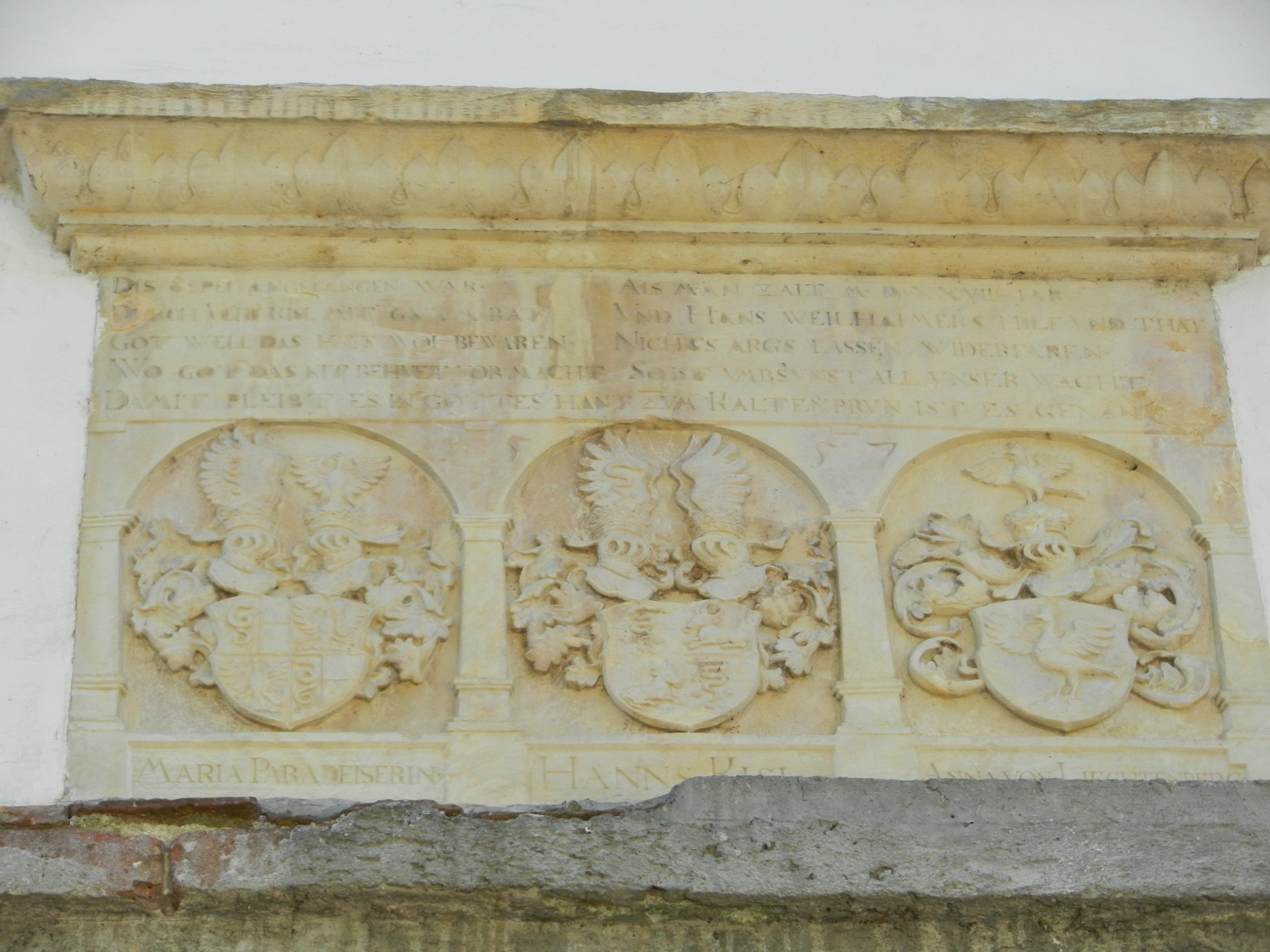
Wappen von Wappen von Hans Kisl und seinen Ehefrauen über dem Eingangsportal
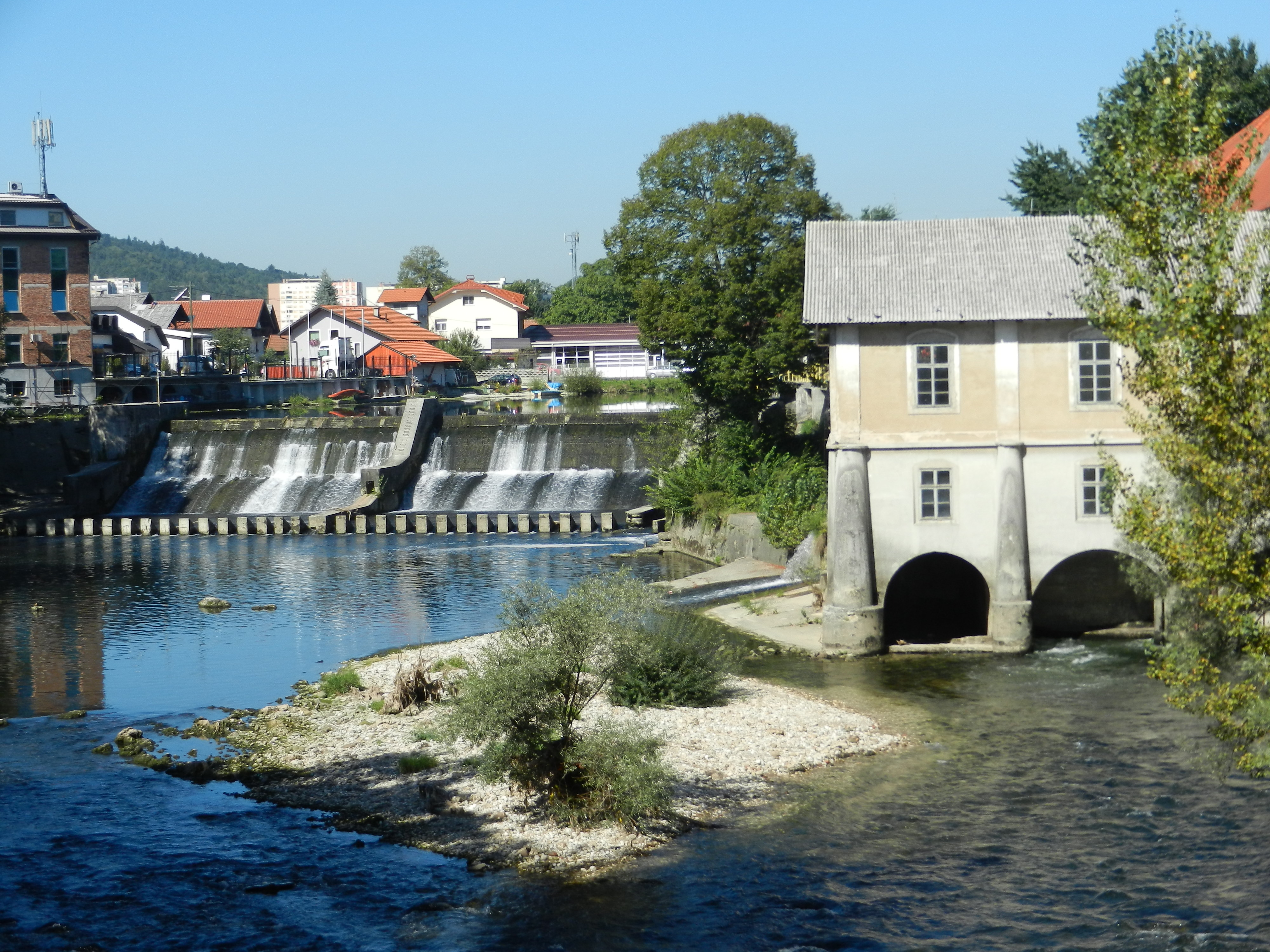
Das Wasserkraftwerk Fužine